# 板桥镇 (太康县)
板桥镇，是中华人民共和国河南省周口市太康县下辖的一个乡镇级行政单位。

## 行政区划
板桥镇下辖以下地区：
板桥村、冢子杨村、大朱家村、陈楼村、店子李村、付寨村、张君白村、轩堂村、郑庄村、业寨村、丁集村、河沿张村、兵马张村、后席村、大王庄村、崔庄村、王公府村、杜店村、董张村、东张村、西张村、影张村、谷羊寺村、罗家村、谢家村、永宁岗村、大梁庄村、大陆岗村、河沿刘村、菜园村、庞赵村、双陵寺村和施庄村。